# 基伯龙湾海战
基伯龍灣海戰（英语：Battle of Quiberon Bay ；法语：Bataille des Cardinaux）是七年戰爭中英國艦隊與法國艦隊發生的一場戰役，時值1759年11月20日。基伯龍灣於法國聖納澤爾近海。英國海軍上將爱德华·霍克（Edward Hawke）率領24 艘風帆戰艦在基伯龍灣追上法國元帥德·孔夫朗（Hubert de Brienne de Conflans）率領21 艘風帆戰艦艦隊。
1. ↑  Syrett (编). . : 59.